# Tieme Woldman

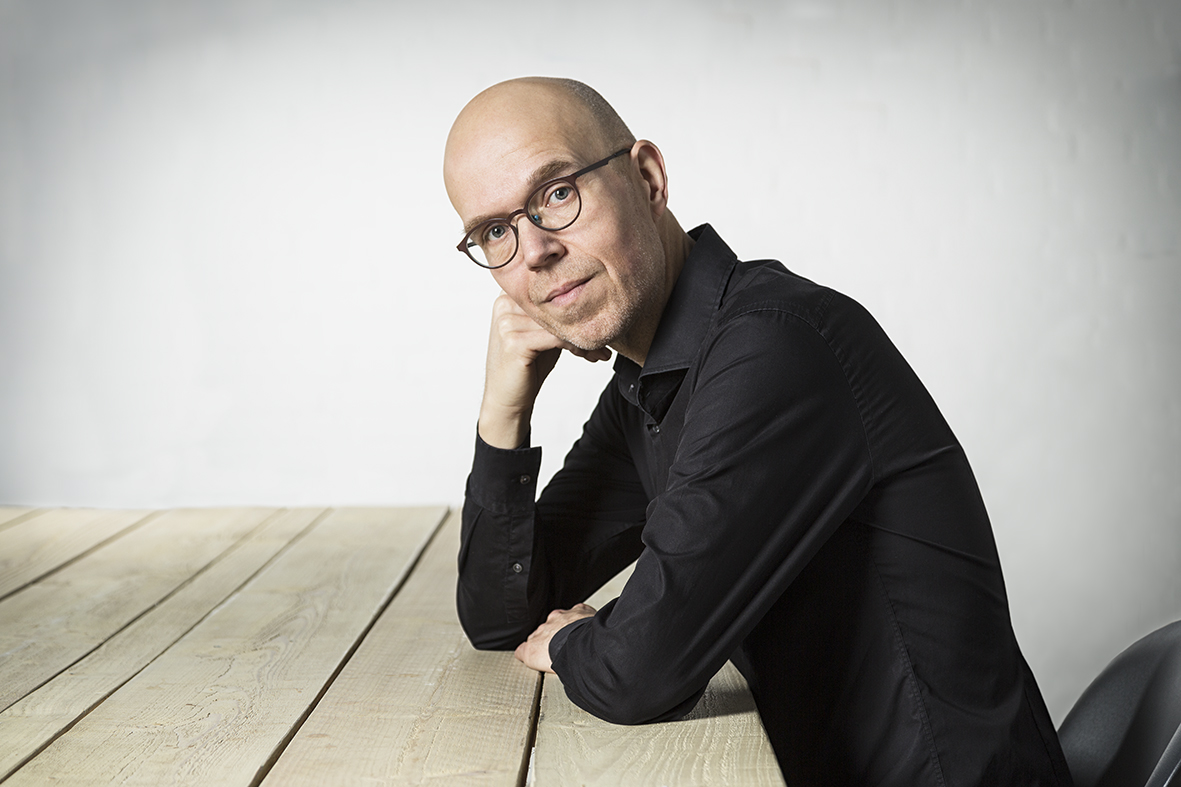
Tieme Woldman in 2019

Tieme Woldman (Assen, 26 juli 1965) is een Nederlands schrijver.

## Biografie
Woldman groeide op in Wijster. Na een IT-opleiding begon hij te werken als freelance technisch schrijver en programmeur. In die rol schrijft hij onder meer gebruikershandleidingen en dat bracht hem op de vraag of hij ook creatief zou kunnen schrijven. Hij testte zichzelf door aan schrijfwedstrijden mee te doen en won in 2013 de IVIO Andries Greiner-prijs voor schrijftalent. 
In datzelfde jaar debuteerde hij met de documentaireroman Moord in het Mantingerveld. 
Woldman schrijft in het Nederlands en het Drents. En dan vooral op ware gebeurtenissen gebaseerde verhalen die hij dramatiseert. Zo is Moord in het Mantingerveld gebaseerd op een onopgeloste drievoudige moord uit 1909. En de roman De Affaire  op de Eurochamp-affaire, een politiek schandaal in Drenthe dat nog altijd voortsleept.

## Boeken
- Moord in het Mantingerveld (2013), Nederlands/Drents
- Mannen bint maakt van jongens (2015), Drents
- Doodzonde (2019), Nederlands
- Onopgeloste Mysteries (2021), Nederlands [4]
- De Affaire (2021), Drents

## Referentie
1. ↑  Tieme Woldman winnaar Flevolandse prijs voor schrijftalent 2013
2. ↑  Moord in het Mantingerveld gepresenteerd
3. ↑  Tieme Woldman schrijft Drentstalige roman over de nasleep van de Eurochamp-affaire. Geraadpleegd op 21 oktober 2021.
4. ↑  Tieme Woldman schrijft boek over 'Onopgeloste mysteries'

- Gemeinsame Normdatei: 1254185798
- International Standard Name Identifier: 0000 0004 2306 0866
- Nederlandse Thesaurus van Auteursnamen: 356263312
- Virtual International Authority File: 305808966
- WorldCat: E39PBJht4gTQKJJJThycV3xdQq